# Lagoa do Congro

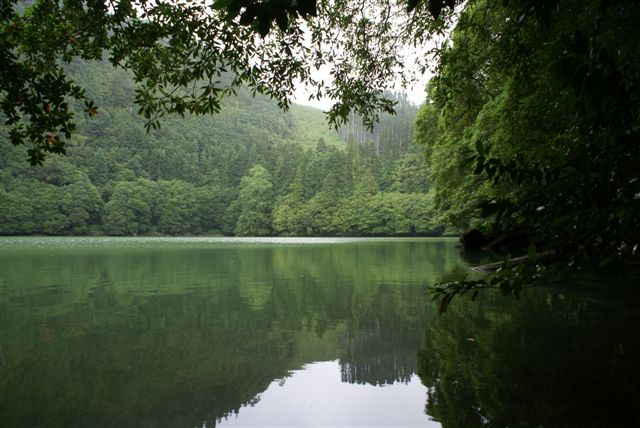
Lagoa do Congro.

A Lagoa do Congro é uma lagoa localizada na área central da maior ilha do arquipélago dos dos Açores, a Ilha de São Miguel.
A lagoa está localizada a poucos quilómetros da Vila Franca do Campo e a cerca de 5,5 quilómetros da Lagoa do Fogo. Apresenta um perímetro de 1,25 quilómetros.
Esta lagoa ocupa uma cratera de explosão do tipo "maar", resultado de uma erupção freática, situada numa das mais ativas falhas geológicas da ilha de São Miguel. A particularidade desta cratera de explosão formada há cerca de 3.900 anos reside no facto de ter origem em explosões freatomagmáticas em que houve contato do magma em ascensão com níveis freáticos existentes nas formações subjacentes.
Devido à sua génese, a Lagoa do Congro apresenta características que a distinguem da maioria das lagoas da ilha. A sua principal característica é a de estar encaixada na região circundante, relativamente plana, sob a forma de um grande buraco aberto na zona envolvente, ao contrário de ocupar o topo de um cone vulcânico bem definido.
A fauna ictiológica desta lagoa tem variado ao longo da história. Barrois, em 1986, registou a presença de peixes-vermelhos (Carassius auratus). Em 1890, José Maria Raposo de Amaral introduziu carpas (Cyprinus carpio e Cyprinus specularis) e, em 1941, a junta geral procedeu à introdução de truta-arco-íris (Oncorhynchus mykiss). Atualmente, estão referenciadas duas espécies – Cyprinus sp. (carpa) e Perca fluviatilis (perca-do-rio). 
Em 1873, Fouqué, na sua obra, “Voyages Géologiques aux Açores”, descreveu os terrenos circundantes da lagoa, de matas de criptomerias, pinheiros marítimos, eucaliptos e acácias, mandadas plantar por José do Canto, seu proprietário, que ajardinou também a parte sul da propriedade e construiu uma casa de campo.
Nos dias de hoje, embora ainda possam ser observadas espécies da vegetação natural dos Açores tais como Laurus azorica (louro), Juniperus brevifolia (cedro-do-mato), Lysimachia azorica, Osmunda regalis (feto-real) e Woodwardia radicans (feto-de-botão), predominam as espécies exóticas: criptomérias, hortênsias, azáleas, eucaliptos, incensos e conteiras. É de realçar a presença de uma espécie endémica da madeira – o til (Ocotea foetens).
Dado que esta zona é densamente florestada, é frequente observarem-se diversas espécies de aves, das quais se destacam: a estrelinha (Regulus regulus azoricus), o milhafre (Buteo buteo rothschildi), a alvéola-cinzenta (Motacilla cinerea patriciae) e o pombo-torcaz-dos-Açores (Columba palumbus azorica).

## Galeria

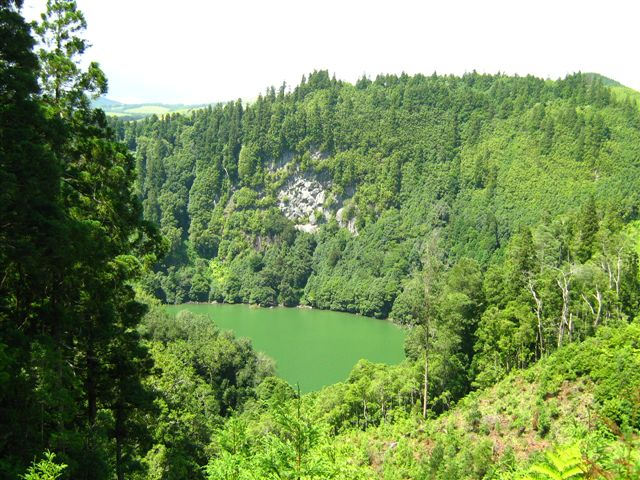
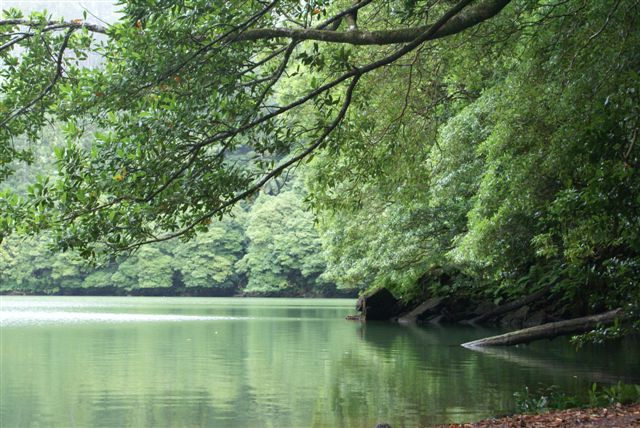
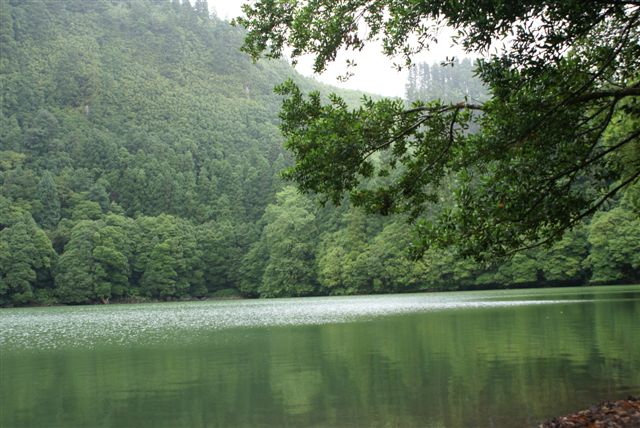
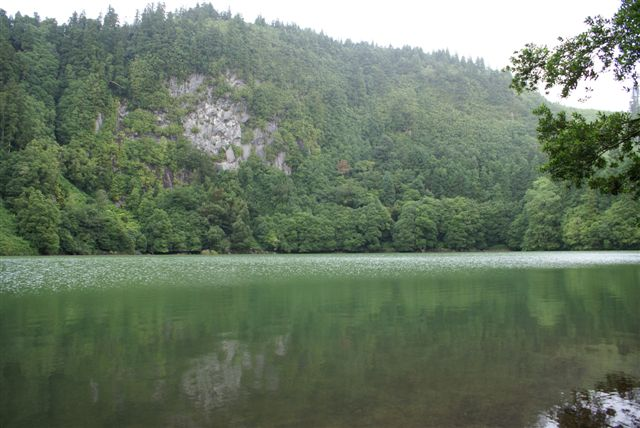